# Laleham
Laleham är en ort i distriktet Spelthorne, i grevskapet Surrey, i England. Orten hade 2 522 invånare år 2021. Laleham var en civil parish fram till 1974. Civil parish hade 3 166 invånare år 1951. Byn nämndes i Domedagsboken (Domesday Book) år 1086, och kallades då Leleham.